# FIBA European Champions Cup 1966-1967
La Coppa dei Campioni 1966-1967 di pallacanestro venne vinta dagli spagnoli del Real Madrid sugli italiani della Simmenthal Milano, alla seconda finale consecutiva.

## Turno di qualificazione
| Team #1            | Agg.      | Team #2                | Andata | Ritorno |
| ------------------ | --------- | ---------------------- | ------ | ------- |
| KR Reykjavik       | 127 - 203 | Simmenthal Milano      | 63-90  | 64-113  |
| Fribourg Olympic   | 104 - 171 | Vorwärts Lipsia        | 61-84  | 43-87   |
| WAC Casablanca     | 117 - 158 | AS Villeurbanne-Lyon   | 75-80  | 42-78   |
| Belfast Collegians |           | Herly Amsterdam        |        |         |
| Steaua Bucureşti   | 195 - 150 | Union Firestone Vienna | 96-81  | 99-69   |
| Honvéd             | 167 - 120 | Galatasaray Istanbul   | 94-55  | 73-65   |
| USC Heidelberg     | 134 - 110 | SISU Copenhagen        | 72-49  | 62-61   |
| Alvik Stoccolma    | 135 - 154 | Torpan Pojat           | 63-69  | 72-85   |
| Black Star Mersch  | 91 - 225  | Real Madrid            | 44-100 | 47-125  |

## Ottavi di finale
| Team #1          | Agg.      | Team #2              | Andata | Ritorno |
| ---------------- | --------- | -------------------- | ------ | ------- |
| Torpan Pojat     | 159 - 190 | Simmenthal Milano    | 79-100 | 80-90   |
| Vorwärts Lipsia  | 127 - 116 | Legia Varsavia       | 57-51  | 70-65   |
| Hapoel Tel Aviv  |           | Lokomotiv Sofia      |        |         |
| AEK Atene        | 110 - 122 | AS Villeurbanne-Lyon | 64-53  | 46-69   |
| Herly Amsterdam  | 156 - 159 | AŠK Olimpija         | 74-72  | 82-87   |
| Steaua Bucureşti | 142 - 142 | USK Praga            | 76-72  | 66-70   |
| USC Heidelberg   | 177 - 197 | Real Madrid          | 88-93  | 89-104  |
| Honvéd           | 150 - 167 | Racing Mechelen      | 80-76  | 70-91   |

## Quarti di finale
|  | Le prime 2 classificate di ogni gruppo passano alle Final Four |
|  | Eliminata                                                      |

### Gruppo A
|    | Squadra         | G | V | P | PF  | PS  | Dif | P.ti |
| -- | --------------- | - | - | - | --- | --- | --- | ---- |
| 1. | Real Madrid     | 3 | 3 | 0 | 502 | 449 | +53 | 6    |
| 2. | USK Praga       | 3 | 2 | 1 | 497 | 458 | +39 | 5    |
| 3. | Vorwärts Lipsia | 3 | 1 | 2 | 401 | 433 | -32 | 4    |
| 4. | Lokomotiv Sofia | 3 | 0 | 3 | 454 | 514 | -60 | 3    |

### Gruppo B
|    | Squadra              | G | V | P | PF  | PS  | Dif | P.ti |
| -- | -------------------- | - | - | - | --- | --- | --- | ---- |
| 1. | Simmenthal Milano    | 3 | 3 | 0 | 593 | 526 | +67 | 6    |
| 2. | AŠK Olimpija         | 3 | 1 | 2 | 484 | 480 | +4  | 4    |
| 3. | Racing Mechelen      | 3 | 1 | 2 | 527 | 527 | 0   | 4    |
| 4. | AS Villeurbanne-Lyon | 3 | 1 | 2 | 427 | 498 | -71 | 4    |

## Final four
|  | Semifinali        | Semifinali        | Semifinali        |                   |             | Finale             | Finale             | Finale             |  |
|  |                   |                   |                   |                   |             |                    |                    |                    |  |
|  | USK Praga         | USK Praga         | 97                |                   |             |                    |                    |                    |  |
|  | USK Praga         | USK Praga         | 97                |                   |             |                    |                    |                    |  |
|  | Simmenthal Milano | Simmenthal Milano | 103               |                   |             |                    |                    |                    |  |
|  | Simmenthal Milano | Simmenthal Milano | 103               |                   | Real Madrid | Real Madrid        | 91                 |                    |  |
|  |                   |                   |                   |                   | Real Madrid | Real Madrid        | 91                 |                    |  |
|  |                   |                   | Simmenthal Milano | Simmenthal Milano | 83          |                    |                    |                    |  |
|  | AŠK Olimpija      | AŠK Olimpija      | Simmenthal Milano | Simmenthal Milano | 83          | 86                 |                    |                    |  |
|  | AŠK Olimpija      | AŠK Olimpija      |                   |                   |             | 86                 |                    |                    |  |
|  | Real Madrid       | Real Madrid       | 88                |                   |             | Finale terzo posto | Finale terzo posto | Finale terzo posto |  |
|  | Real Madrid       | Real Madrid       | 88                |                   |             |                    |                    |                    |  |
|  |                   |                   |                   |                   |             |                    |                    |                    |  |
|  |                   |                   |                   |                   |             | USK Praga          | USK Praga          | 83                 |  |
|  |                   |                   |                   |                   |             | USK Praga          | USK Praga          | 83                 |  |
|  |                   |                   |                   |                   |             | AŠK Olimpija       | AŠK Olimpija       | 88                 |  |

| Coppa dei Campioni 1966-1967 |
| ---------------------------- |
| Real Madrid 3º titolo        |

## Formazione vincitrice
| N° | Naz.                   | Ruolo | Sportivo            |  | Alt. |  |
| -- | ---------------------- | ----- | ------------------- |  | ---- |  |
| 4  | Spagna (bandiera)      | A     | Ramón Guardiola     |  |      |  |
| 5  | Spagna (bandiera)      | P     | José Ramón Ramos    |  |      |  |
| 6  | Spagna (bandiera)      | C     | Cristóbal Rodríguez |  |      |  |
| 7  | Spagna (bandiera)      | G     | Lolo Sainz          |  |      |  |
| 8  | Spagna (bandiera)      | A     | Vicente Paniagua    |  |      |  |
| 9  | Spagna (bandiera)      | A     | Toncho Nava         |  |      |  |
| 10 | Spagna (bandiera)      | AP    | Emiliano Rodríguez  |  |      |  |
| 11 | Spagna (bandiera)      | P     | Carlos Sevillano    |  |      |  |
| 12 | Stati Uniti (bandiera) | C     | Miles Aiken         |  |      |  |
| 13 | Spagna (bandiera)      | C     | Clifford Luyk       |  |      |  |
| 14 | Stati Uniti (bandiera) | AP    | Bob McIntyre        |  |      |  |
| 15 | Spagna (bandiera)      | C     | Moncho Monsalve     |  |      |  |
|    | Spagna (bandiera)      | All.  | Pedro Ferrándiz     |  |      |  |